# Jim Thorpe (Pennsylvania)
Jim Thorpe is een plaats (borough) in de Amerikaanse staat Pennsylvania, en valt bestuurlijk gezien onder Carbon County.

## Demografie
Bij de volkstelling in 2000 werd het aantal inwoners vastgesteld op 4804. In 2006 is het aantal inwoners door het United States Census Bureau geschat op 4886, een stijging van 82 (1,7%).

## Geografie
Volgens het United States Census Bureau beslaat de plaats een oppervlakte van 38,3 km², waarvan 37,5 km² land en 0,8 km² water.

## Plaatsen in de nabije omgeving
De onderstaande figuur toont nabijgelegen plaatsen in een straal van 8 km rond Jim Thorpe.